# Ihre Nacht
Ihre Nacht (jap. 彼女について, Kanojo ni tsuite)  ist ein Roman von Banana Yoshimoto. Er erschien erstmals 2008 auf Japanisch, 2012 auch in deutschsprachiger Übersetzung im Diogenes-Verlag.

## Inhalt
Die Ich-Erzählerin Yumiko trifft sich mit ihrem Cousin Shōichi. Ihre Eltern waren Zwillinge, wobei Shōichis Mutter vor kurzem gestorben ist. Im Gegensatz zu Yumiko führt Shōichi ein erfolgreiches Leben, sie hingegen lebt in einer einfachen Wohnung und ist prekär beschäftigt. In den Gesprächen mit Shōichi wird deutlich, dass ihre gemeinsame Großmutter okkultistische Praktiken durchgeführt hat und dies die Familiengeschichte beeinflusst hat. Mit ihrer Tante hatte Yumiko ein gutes Verhältnis, während sich ihre Mutter hauptsächlich für ihre Arbeit interessierte.
Zusammen mit Shōichi macht sich Yumiko auf die Reise nach Orten, an denen ihre Eltern gewesen sind. Dabei besuchen sie eine Psychiatrie, in der sie sich aufgehalten haben und wo Yumikos Mutter ein Verhältnis mit dem Klinikleiter hatte. Immer mehr verschmilzt das Geschehen mit Träumen, in denen Yumiko von ihrer eigenen Mutter getötet wird.
Zum Schluss erscheint Yumiko Shōichis Mutter im Traum und erzählt ihr Shōichis Lebensgeschichte und dass sich die magischen Kräfte in einer kleinen Koboldfigur befänden.

## Kritik
„Man wundert sich schon, welche Intentionen Yoshimoto verfolgt, wenn sie in der „Nacht“ feministische Positionen unterwandert und gute Mütter für Japans Söhne und Töchter anmahnt – die bessere Mutter ist sowieso die eines Sohnes. Zum Ausgleich bringt die Autorin noch etwas Kritik gegenüber dem Macht- und Besitzdenken der modernen Zivilisation zum Ausdruck. Sollte die Post-Bubble-Gesellschaft tatsächlich die Revitalisierung der „gesunden Familie“ anstreben und einer als westlich deklarierten Leistungsideologie, die die Menschen verformt, eine Absage erteilen? Dann aber bitte mit einem kühlen Bier in der Hand und einer italienischen Köstlichkeit in Reichweite.“